# 모건 모터 컴퍼니

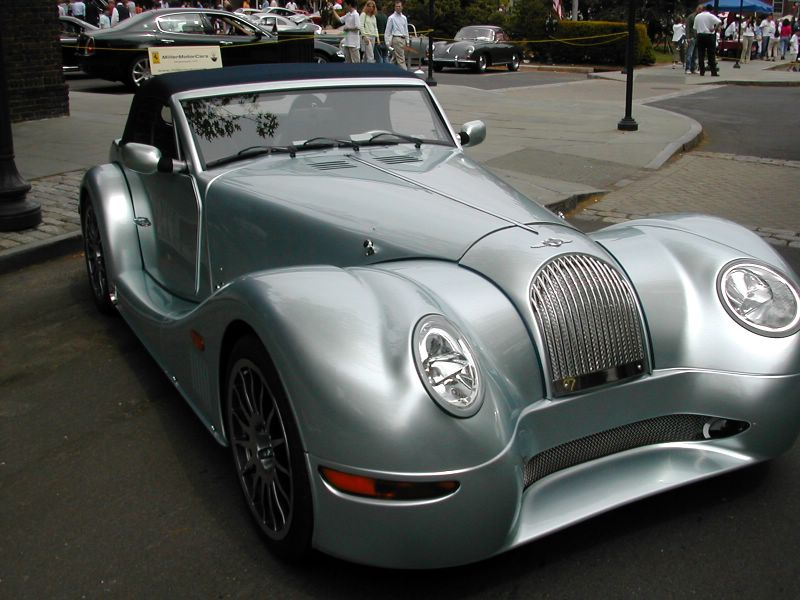
2000년형 모건 에어로 8

모건 모터 컴퍼니(Morgan Motor Company)는 영국 우스터셔주에 본사가 있는 자동차 제조 기업이다.

## 개요 및 역사
1909년에 헨리 스텐리 모건이 자동차를 제조한 것을 시작으로, 이듬해인 1910년에 회사가 설립되었다. 이 회사는 고전 스타일의 스포츠카를 제조하는 것으로 유명하다.